# Kettisträsket
Kettisträsket är en sjö i Bodens kommun och Jokkmokks kommun i Norrbotten och ingår i Luleälvens huvudavrinningsområde. Sjön har en area på 1,23 kvadratkilometer och ligger 210 meter över havet. Sjön avvattnas av vattendraget Kettisträskbäcken.

## Delavrinningsområde
Kettisträsket ingår i det delavrinningsområde (736009-171672) som SMHI kallar för Utloppet av Kettisträsket. Medelhöjden är 241 meter över havet och ytan är 6,29 kvadratkilometer. Det finns inga avrinningsområden uppströms utan avrinningsområdet är högsta punkten. Kettisträskbäcken som avvattnar avrinningsområdet har biflödesordning 3, vilket innebär att vattnet flödar genom totalt 3 vattendrag innan det når havet efter 117 kilometer. Avrinningsområdet består mestadels av skog (74 procent). Avrinningsområdet har 1,28 kvadratkilometer vattenytor vilket ger det en sjöprocent på 20,4 procent.